# Dilochia subsessilis
Dilochia subsessilis là một loài thực vật có hoa trong họ Lan. Loài này được (Rolfe) S.Thomas mô tả khoa học đầu tiên năm 1993.